# Amalda montrouzieri
Amalda montrouzieri is een slakkensoort uit de familie van de Ancillariidae. De wetenschappelijke naam van de soort is voor het eerst geldig gepubliceerd in 1860 door Souverbie.